# K-3 Leninski Komsomol
Die K-3 Leninski Komsomol (Ленинский Комсомол, dt. „Leninscher Kommunistischer Allunions-Jugendverband“) war das erste Atom-U-Boot der Sowjetunion. Vom Typ war es ein Projekt 627 „Кит“ (russisch „kit“ bedeutet Wal) und der Prototyp der im Westen als November-Klasse bekannten U-Boot-Generation. Das U-Boot trug aufgrund seiner historischen Stellung im Unterschied zu den taktischen Nummern aller anderen sowjetischen Fabrikate als einziges einen Namen und wurde nach dem Komsomol, der leninistischen Jugendorganisation der Kommunistischen Partei, benannt.

## Hintergrund
Mit der Zündung der ersten eigenen, wenn auch kopierten Atombombe 1949, hatte die Sowjetunion auf den technischen Vorsprung der USA in der Nuklearrüstung reagiert. Der Physiker Igor Kurtschatow hatte bereits 1950 die Idee eines Transportreaktors. Die öffentliche Kiellegung des ersten amerikanischen nukleargetriebenen U-Bootes erfolgte im Juni 1952. Stalin unterzeichnete am 12. September desselben Jahres ein Regierungsdekret mit dem Titel „Über das Design und den Bau von Objekt 627“. Federführend für die Planung war das Konstruktionsbüro von Wladimir Peregudow. Als wissenschaftlicher Leiter wurde Anatoli Alexandrow genannt.

## Entwicklung
In der Anfangsphase der Entwicklung wurden vier Reaktoroptionen in Betracht gezogen: Ein Uran-Graphit-Reaktor (ähnlich dem Reaktor des weltweit ersten wirtschaftlich genutzten Kernkraftwerks Obninsk), eine Option mit einem Moderator aus Berylliumoxid, eine mit flüssigem Metallkühlmittel und ein Wasser-Wasser-Reaktor, in dem Wasser als Neutronenmoderator und Kühlmittel des ersten Kreislaufs fungiert – letztere kam dann auch zum Einsatz.
Bei K-3 wurde der Rumpf von Grund auf neu entwickelt, wobei der Schwerpunkt auf der Optimierung der Unterwasserfahrt lag. Die allgemeine Anordnung des Bootes wurde von den Erfahrungen des Projekts 611 beeinflusst.

## Bau und Inbetriebnahme
Das U-Boot wurde in der Sewmasch-Werft im Sperrgebiet von Sewerodwinsk, damals noch als Molotowsk bezeichnet, nahe Archangelsk am Weißen Meer gebaut.
Am 9. August 1957 wurde das U-Boot in Betrieb genommen. Am 19. Mai 1958 starteten hochrangige Verantwortungsträger am Trockendock gemeinsam den Reaktor, darunter Verteidigungsminister Dmitri Ustinow, Admiral Sergei Gorschkow, der später als „Vater der sowjetischen Atom-U-Boote“ galt und Boris Butoma, Minister für die Schiffsbauindustrie. Am 1. Juli 1958 war das U-Boot bei der Nordflotte im Einsatz.
Die K-3 wurde als Teil der Nordflotte unter dem Kommandanten Leonid Ossipenko in den Dienst gestellt. Der Executive Officer Lew Schilzow stellte dabei die erste Mannschaft zusammen.
Obwohl das Schiff in einigen sowjetischen Dokumenten als „experimentelles“ Schiff betrachtet wurde, im Gegensatz zu dem einzigen seiner Art, dem amerikanischen Nautilus – war die K-3 das Leitschiff für die Serienproduktion von Einheiten ihres Typs.

## Stationierung

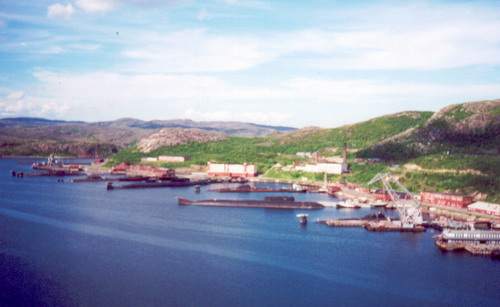
Sapadnaja Liza

Das U-Boot wurde danach im klimatisch unwirtlichen hohen Norden im Fjord Sapadnaja Liza nahe der Halbinsel Kola stationiert – als Stützpunkt diente Malaja Lopatka, etwa 45 Kilometer von der norwegischen Grenze entfernt. Versorgt wurde der Stützpunkt durch die damals zu diesem Zweck gegründete Stadt Saosjorsk.
Insgesamt unternahm das U-Boot 14 längere Einsatzfahrten.

## Vorzüge und Schwächen

Seitenansicht des 107 m langen Unterwasserfahrzeugs mit stromlinienförmigem Bug

Die K-3 besaß zwei Druckwasserreaktoren, zwei Dampfturbinen und zwei Schrauben. Als Wärmeträger bzw. Kühlmittel der Reaktoren diente Wasser, da kompakte Abmessungen und Betriebssicherheit zentrale Anforderungen waren.
Die Wärmeenergie der Reaktoren versorgte über Wärmetauscher und Dampferzeuger zwei Dampfturbinen mit einer Gesamtausgangsleistung von 35.000 PS, die über das Getriebesystem zwei Propellerwellen mit Schrauben sowie einen elektrischen Generator zur Stromerzeugung antrieben.
Als Bewaffnung besaß es noch keine Raketen, sondern acht Torpedorohre mit einem Munitionsvorrat von 20 Torpedos. Anfangs waren dies Torpedos mit konventionellem Sprengkopf, später jedoch kamen auch 53-58 Torpedos mit 533 mm Kaliber und nuklearem Sprengkopf zur Ausrüstung des Schiffes hinzu – die ersten Torpedos dieser Art im sowjetischen Arsenal. Der Bootskörper war schlank und für hohe Geschwindigkeiten ausgelegt.
Bereits bei den ersten Testfahrten wurde eine von sowjetischen U-Booten bislang nicht erreichte Tauchtiefe von 310 Metern erzielt. Die schon bei der Werkserprobung gefahrenen Geschwindigkeiten waren höher als erwartet und verliehen dem U-Boot zusammen mit den langen Tauchzeiten und des praktisch unbegrenzten Fahrbereichs taktische Eigenschaften, die von konventionellen U-Booten nicht erreicht werden konnten.
Die Einheit war mit einem aktiv-passiven Sonar Arktika M am Turm und einem passiven Sonar Mars-16KP im Bug ausgestattet (letzteres ähnlich dem deutschen Gruppenhorchgerät-Sonar). Die K-3 verfügte über ein Radar RLK-101 Nakat, ein Feuerleitsystem Prizma und ein elektronisches Gegenmaßnahmen-System Bizan.
Ein Problem war jedoch die hohe freigesetzte Radioaktivität. Nach einigen hundert Betriebsstunden bildeten sich mikroskopisch kleine Risse im Primärkreislauf des Kühlwassers und belasteten den Sekundärkreislauf und letztendlich die gesamte Mannschaft mit Strahlung. Die resultierende Strahlenkrankheit der Besatzung wurde weitgehend ignoriert und unterschätzt. Das U-Boot verfügte im Vergleich zu späteren U-Boot-Generationen über praktisch keine Geräuschdämmung und war dadurch insbesondere bei hoher Geschwindigkeit sehr leicht zu orten. Generell galt die K-3 als technisch unausgereift, experimentell und vor dem Hintergrund des Rüstungswettlaufes mit den USA als ein zu früh in Dienst gestelltes Waffensystem. Das U-Boot war im Betrieb pannenanfällig und gefährlich. Die geringe Lebensdauer des Dampferzeugers zwang das Boot längere Zeit zu Reparaturen. Notfallpläne im Falle des Reaktorversagens oder anderen schwerwiegenden Zwischenfällen hatten untergeordnete Bedeutung.
Bei der Kubakrise 1962 waren nur die verlässlichen dieselelektrischen Boote im Einsatz. Das unmittelbare nächste Fabrikat aus der Klasse 627A, die K-8 sank als erstes nukleares U-Boot 1970 in der Biskaya, 800 km vor der Küste Frankreichs.

## Nordpolfahrt und militärpolitische Dimension

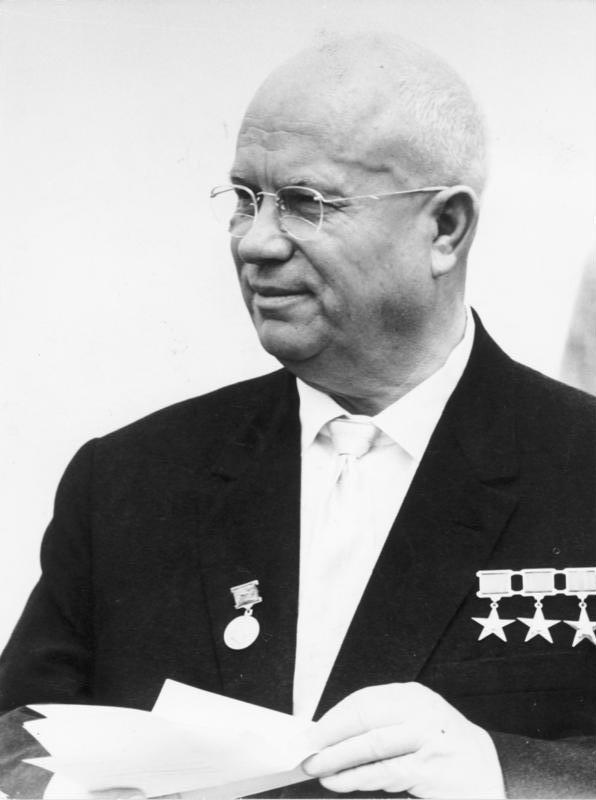
Nikita Chruschtschow (1963)

Am 11. Juli 1962 verließ die K-3 unter dem Kommando von Kapitän Zhiltsov die Basis Gremicha auf der Kola-Halbinsel und nahm Kurs nach Norden. Das Schiff befand sich jedoch in keinem guten Zustand. Besonders die Dampferzeuger hatten bis zu diesem Zeitpunkt viele Reparaturen erlitten. Es wurden Hunderte von Schnitten und Schweißungen vorgenommen, viele Rohrleitungen waren blind verschweißt, und die Radioaktivität des primären Kühlkreislaufs des Reaktors überstieg den Strahlungspegel in Serienfertigungen dieses Typs um das Tausendfache. Die Strahlungswerte im Reaktorabteil waren gleichzeitig hundertmal höher als die Strahlungswerte im entfernten Torpedoraum der K-3. Aus Solidarität schlug die Besatzung des Torpedoraums daher ein Rotationssystem vor, um die Risiken gleichmäßig zu verteilen. 
Am 15. Juli tauchte das Schiff bei 84° nördlicher Breite auf, etwa 360 Seemeilen (666 km) vom geografischen Nordpol entfernt. Der Kommandant des Schiffes stieg zusammen mit Vizeadmiral Alexander Petelin, dem Kommandeur der U-Boot-Flottille, auf das Eis, und gemeinsam pflanzten die Offiziere die Flagge der Sowjetunion in das Eis. Zwei Tage später erreichte das Schiff den Pol selbst, konnte jedoch aufgrund der dicken Eisschicht, die an dieser Stelle 12 Meter über dem Schiff lag, nicht auftauchen. Laut einigen Quellen fand die Besatzung jedoch einen engen Spalt im Eis und die K-3 konnte am 17. Juli auftauchen. Die sowjetische Presse berichtete später, dass die K-3 bei dieser Reise Untereis-Manöver durchführte, „um feindliche U-Boote zu entdecken und zu zerstören, die versuchen, die sowjetischen Küsten zu erreichen.“ Kurz darauf trat die K-3 den Rückweg nach Gremicha an, wo sie am 21. Juli 1962 ankam.

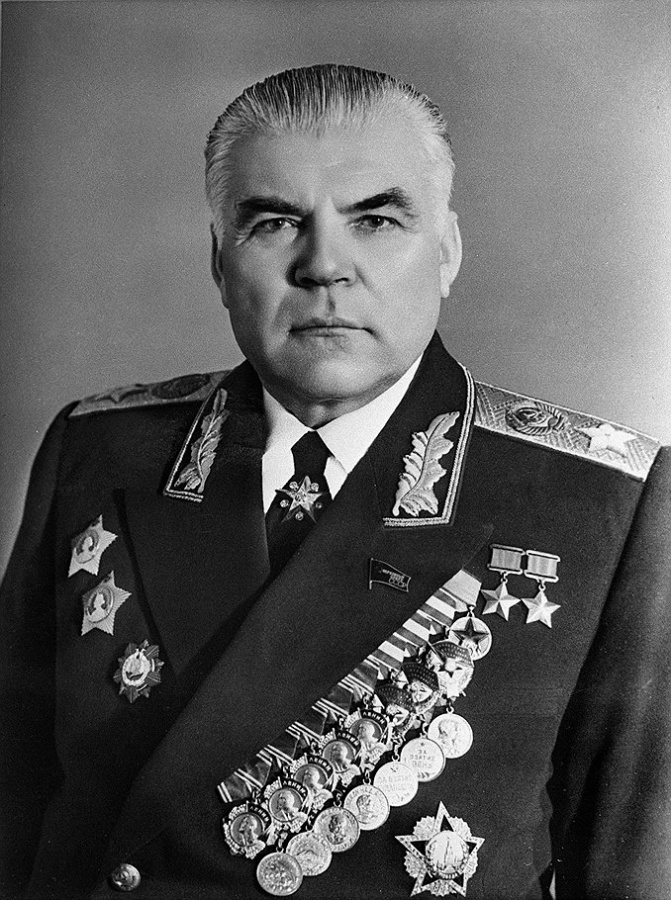
Rodion Malinowski hatte maßgeblichen Anteil am Ausbau einer nuklearen U-Boot-Flotte für die UdSSR

Die Mission war eine technische Meisterleistung, die fast vier Jahre zuvor dem ersten US-amerikanischen nuklearen U-Boot Nautilus gelungen war. Das U-Boot vermochte auch, wie jedoch nicht sicher überliefert wurde, am Pol aufzutauchen, was zuvor der Skate gelungen war.
Militärisch demonstrierte die Sowjetunion mit dieser Tauchfahrt das Potenzial, die Vereinigten Staaten unter dem Eisschild der Arktis hindurch weitgehend unsichtbar angreifen zu können. Die Besatzung wurde persönlich von Parteichef Nikita Chruschtschow in Begleitung von Verteidigungsminister Rodion Malinowski am Pier in Ostrownoi empfangen, der auch das Schiffsbauwerk in Sewerodwinsk inspizierte.
Zur Auszeichnung dieser Pionierleistung erhielt das U-Boot am 9. Oktober 1962 den Namen Ленинский Комсомол (Leninski Komsomol). Die gefeierte Mannschaft nahm danach an zahlreichen Kongressen und Konferenzen teil.
Den führenden Personen, darunter Lew Schilzow, wurden höchste Auszeichnungen verliehen. Unter den Schöpfern von K-3 erhielten 19 den Leninpreis.
Die sowjetische Marine war stark auf ihre wenigen weit im Norden liegenden, im Winter weitgehend eisfreien Häfen angewiesen. Dadurch erhielten die K-3 und die auf dieser Technik aufbauenden U-Boote eine strategisch Bedeutung in der nationalen Sicherheitspolitik. Zugleich war die Leninski Komsomol ein Ausgangspunkt des sich entwickelnden Gleichgewichts des Schreckens bzw. des Wettrüstens, das sich insbesondere in den 1970er- und 1980er-Jahren maßgeblich über Atom-U-Boote vollzog. Dabei galt Admiral Gorschkow als treibende Kraft und Vater der sowjetischen Atom-U-Boot-Flotte.
Im Juni 1962 beschädigte ein Feuer den Kernreaktor des Bootes, woraufhin es abgeschleppt werden musste. Die schwierige Reparatur dauerte mehrere Jahre.

## Mission im Mittelmeer
Im Sommer 1967 bekam die K-3 nach einer langen Zeit vielfältiger Reparaturen einen neuen Kommandanten und die Mission, im Mittelmeer zu kreuzen. Politischer Hintergrund war der Ausbruch des Sechs-Tage-Krieges im Nahen Osten im Juni 1967. Das Kühlsystem versagte dabei weitgehend und setzte die Mannschaft extremer Hitzebelastung aus. 90 Tage lang befand sich K-3 unter schwierigsten Bedingungen und die Temperatur in den Abteilen erreichte 35-40 und in im Turbinenabschnitt bis zu 60 Grad. Dabei wurde auch die Aufgabe gestellt, ein amerikanisches U-Boot mit Interkontinentalraketen zu verfolgen, was aber nicht gelang.

## Schwerer Unfall 1967 und Folgen

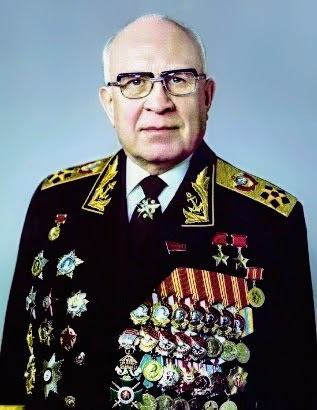
Sergei Gorschkow verwarf einen ersten Bericht zum Unfallhergang und ließ der Mannschaft die Schuld zuweisen

Am 8. September 1967 kam es zu einem schweren Unfall im Meer vor Norwegen, bei dem 39 Männer durch ein Feuer den Tod fanden. Das Schiff war 2850 Kilometer vom Heimathafen entfernt, bereits 56 Tage unterwegs und kam von einer Tauchfahrt unter dem arktischen Eis zurück. Der Brand entstand durch entflammte Hydraulikflüssigkeit in den Abteilungen 1 und 2. Durch das Kohlendioxid der automatisch ausgelösten Feuerlöscher sowie durch das Schließen der Schotten kamen zahlreiche Männer um. Das U-Boot selbst konnte schließlich gerettet werden. Seitens des Admirals Gorschkow wurde der Mannschaft die Schuld zugewiesen und eine angeblich gefundene Zigarette als Beweis aufgeführt. Der Unfallhergang blieb jedoch weiter umstritten; erst Jahrzehnte später wurde die Besatzung freigesprochen und als Unfallursache der Austausch einer hochwertigen gegen eine minderwertige Dichtung festgestellt. Laut Kapitän 1. Klasse Ivan Morozov, der später in den Docks an der Räumung und Demontage der beschädigten Ausrüstung beteiligt war, wurde eine hochwertige Kupferdichtung durch grob zugeschnittenen Paronit (ein auf Asbest basierendes Material) ersetzt. Die Kupferdichtung war vermutlich von einem Arbeiter während der Dockzeit gestohlen und durch eine improvisierte ersetzt worden, die nicht lange halten konnte.
Der Einsatz des U-Bootes war danach eingeschränkt. 1988 wurde K-3 zum „Übungs-U-Boot“ erklärt und 1991 außer Dienst gestellt. Während ihrer rund 30 Jahre dauernden Dienstzeit legte die K-3 bei 14 Langzeitpatrouillen mehr als 206.708 km zurück.
1991 wurde in Malaja Lopatka, dem ehemaligen Heimathafen des U-Boots, ein Denkmal für die Opfer errichtet.

## Verbleib und heutige Position
Ab 1988 lag die K-3 in Gremicha auf. Im Jahr 2002 wurde sie nach Poljarny verlegt. 2003 wurde der nukleare Brennstoff entladen. Von 2006 bis 2019 befand sich die K-3 auf der Nerpa-Werft

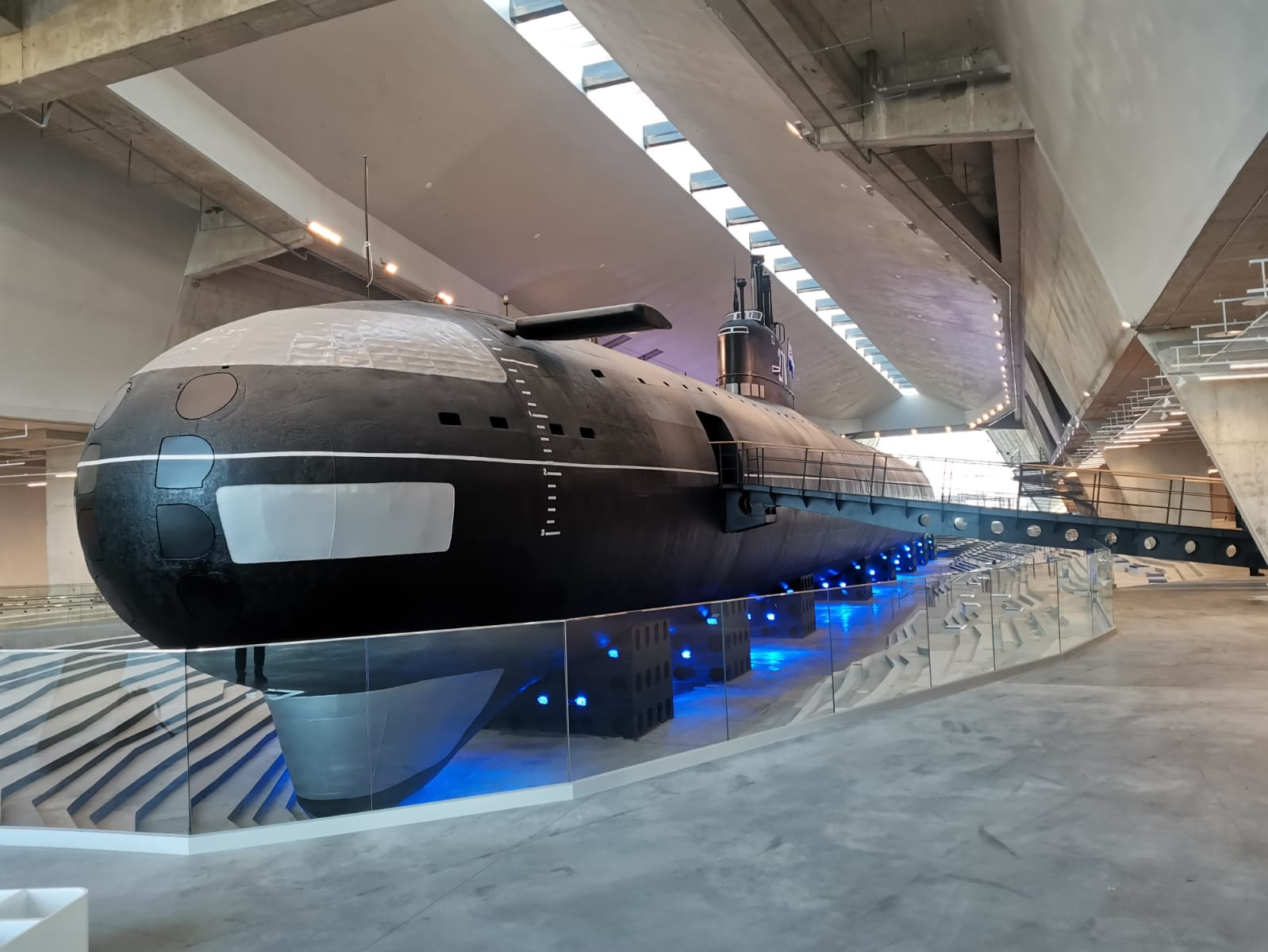
Als Museumsschiff in Kronstadt

 und der Reaktorraum wurde 2007 demontiert und in der Sajda-Bucht im Gebiet Murmansk gelagert. Die russische Atomholding Rosatom schuf einen Nachbau des Reaktorraums. Das U-Boot sollte restauriert werden. Am 19. März 2019 wurden die Umbauarbeiten am Boot abgeschlossen. Alle Außenborderöffnungen wurden verschweißt. Das Boot lag im Wasserbereich der Nerpa-Werft in Sneschnogorsk, 25 km von Murmansk entfernt. Seit dem 20. August 2019 wartete es auf eine Finanzierungsentscheidung für den Umbau in ein Museumsschiff. Als mögliche endgültige Position wurde vor allem Sankt Petersburg genannt, in Nachbarschaft zur Aurora.
Das U-Boot ist seit Juli 2023 als eines der Hauptexponate des Museums der Marineehre in Kronstadt ausgestellt.

## Filme
- Der 2002 entstandene Hollywoodfilm K-19 – Showdown in der Tiefe zeigt weitgehend authentisch die Verhältnisse auf einem sowjetischen Atom-U-Boot, das technisch auf der K-3 aufbaute und etwa zur gleichen Zeit operierte. Analogien finden sich im Spannungsfeld des Verlustes von Menschenleben zugunsten der Rettung militärischer Technik. Der Film thematisiert auch die organisatorischen und technischen Mängel abseits der offiziellen, politischen Propaganda.
- Der russische dreiteilige Dokumentarfilm Die russische Tiefe (2001) von Alexander Maximenko und dem Produzenten Alexander Wiktorow enthält zahlreiche Aufnahmen und geschichtliche Details zu K-3 und anderen frühen Atom-U-Booten der Sowjetunion.

## Siehe auch

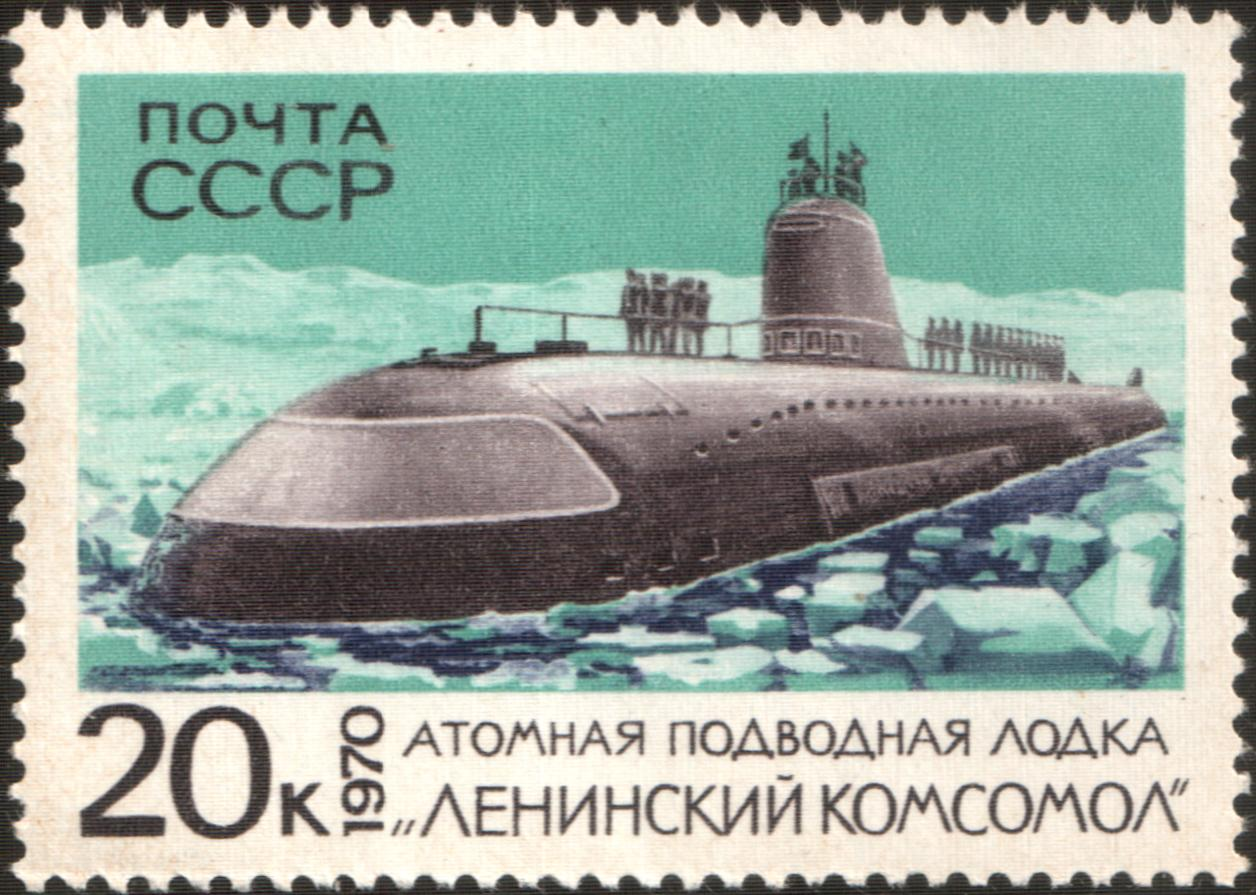
Briefmarke, UdSSR 1970